# ميلين أرويو
ميلين أرويو (بالإسبانية: Mailen Auroux)‏ مواليد 25 يوليو 1988 في بوينس آيرس، هي لاعبة كرة مضرب أرجنتينية بدأت مسيرتها كمحترفة سنة 2006 تلعب باليد اليمنى. أعلى تصنيف لها في الفردي كان المركز الـ 241 في سنة 2012. أعلى تصنيف لها في الزوجي كان المركز الـ 125 في سنة 2012.

## روابط خارجية
- ميلين أرويو على موقع رابطة محترفات التنس (الإنجليزية)
- ميلين أرويو على موقع الاتحاد الدولي لكرة المضرب (الإنجليزية)
- ميلين أرويو على موقع كأس بيلي جين كينغ (الإنجليزية)
- ميلين أرويو على موقع خلاصة التنس.كوم (الإنجليزية)
- ميلين أرويو على موقع إي إس بي إن.كوم (الإنجليزية)